# Kastanienbauch-Bergtangare
Die Kastanienbauch-Bergtangare (Iridosornis jelskii, Syn.: Iridornis jelskii) ist eine Vogelart aus der Familie der Tangaren (Thraupidae). Die Art hat ein großes Verbreitungsgebiet, das die südamerikanischen Länder Peru und Bolivien umfasst. Der Bestand wird von der IUCN als nicht gefährdet (Least Concern) eingeschätzt.

## Merkmale
Die Kastanienbauch-Bergtangare erreicht bei einem Körpergewicht von lediglich 16 bis 26 g eine Körperlänge von etwa 14 cm. Sie hat ein schwarzes Gesicht und eine schwarze Kehle. Diese ist umrahmt von einem breiten goldgelben Bereich der sich vom vorderen Oberkopf bis an die Seiten des Halses zieht. Der Oberkopf ist wenig schwarz gefleckt und der Nacken ist schwarz. Die Unterseite ist dunkelblau, eine Farbe die Richtung Bürzel matter und heller wird. Die unteren und mittlere Oberflügeldecken sind dunkelblau mit türkisblauem Saum und Spitzen. Die Flugfedern sind schwärzlich und schmal bläulich gesäumt. Das Schwärzliche der Kehle geht in eine dunkelblaue Tönung und einen helleren blauen Rand über. Das Schwarz der Kehle wird durch ein stumpfes, grünlich-kastanienfarbenes Band begrenzt. Dieses geht an der Brust, dem Bauch und den Unterschwanzdecken in rötlich-kastanienbraun über. Die Seiten sind manchmal schwach blau gefleckt. Die Iris ist rötlich braun. Der Oberschnabel ist schwarz, der Unterschnabel blaugrau, die Beine dunkelgrau. Beide Geschlechter ähneln sich. Jungtiere wirken sehr viel blasser als ausgewachsene Vögel und haben einen rötlichen Fleck auf dem Bauch.

## Lautäußerungen
Der Gesang der Kastanienbauch-Bergtangare besteht aus einem weichen hohen sip und tschip-Ruf, gelegentlich in zwei oder mehreren Serien oder einem dünnen ti-ti-ti-ti aus zwei bis fünf Tönen. Dieses klingt ähnlich wie bei kongenerischen Arten. Ist sie aufgeregt bei der Futtersuche, bei der sie in gemischten Gruppen unterwegs ist, klingt das dann auch schärfer und kraftvoller wie tsuk-ik und tsuk-ik-i-i.

## Fortpflanzung
Wenig ist über die Brutbiologie der Kastanienbauch-Bergtangare bekannt. Jungtiere in Begleitung von erwachsenen Vögeln wurden im Juni und Juli beobachtet. In der Region Huánuco wurden Vögel im November in Brutstimmung beobachtet.

## Verhalten und Ernährung
Von dreiunddreißig Mageninhalten der Kastanienbauch-Bergtangare, die untersucht wurden, enthielten vierundzwanzig nur vegetarische Nahrung, vier nur tierisches Material und fünf beides. Der Inhalt waren Beeren, Samen, Früchte und Insekten. Man sieht sie alleine, als Pärchen oder weniger oft in Familiengruppen. Individuen sitzen bei der Nahrungssuche oder bei der Fortbewegung in ziemlich aufrechter, wacher Haltung. Sie kommt in gemischten Gruppen vor, sucht aber oft unabhängig von diesen nach Futter. Ihr Futter sucht sie in den Straten unterhalb des menschlichen Auges bis hin zu den Baumkronen von kleineren und mittleren Bäumen. Sie hüpft an kleinen Ästen entlang und beugt sich herunter oder flattert, um kleinere Früchte zu sammeln. Dabei sucht sie auch entlang schlanker, kahler oder moosbewachsener Äste mit einem Durchmesser von weniger als 1 bis 5 cm nach Insekten. Einige erbeutet sie durch Sammeln oder Picken vom Laub.

## Unterarten
Es werden zwei Unterarten unterschieden:
- Iridosornis jelskii jelskii (Cabanis, 1873)[3] kommt im nördlichen zentralen Peru vor.
- Iridosornis jelskii bolivianus Berlepsch, 1912[4] ist im südlichen Peru und westlichen Bolivien verbreitet. Die Unterart ist etwas kleiner und der vordere Oberkopf wirkt schwärzlich getönt.[1]

## Verbreitung und Lebensraum

Verbreitungsgebiet (grün) der Kastanienbauch-Bergtangare

Die Nominatform ist an den östlichen peruanischen Anden vom Osten der Region La Libertad und der Region San Martín bis in die Region Junín verbreitet. Die Unterart I. j. bolivianus kommt in den Ostanden des Südens Perus in der Region Cusco südlich in Bolivien bis ins Departamento La Paz vor. Sie bewegt sich an feuchten Waldrändern, in Elfenwäldern und trockener Gestrüpp-Vegetation der Berghänge bis hin zur Baumgrenze. Außerdem findet man sie in dichtem Waldgestrüpp der Páramo-Vegetation oder an Bambus. In den meisten Gebieten kommt sie in Höhenlagen von 2900 bis 3700 Metern vor, in Cusco auch bis 2200 Metern. Gelegentlich trifft man sogar bis 2000 Metern auf die Kastanienbauch-Bergtangare.

## Migration
Die Kastanienbauch-Bergtangare gilt als Standvogel mit nur wenig Bewegung in den Höhenlagen, um sich der Verfügbarkeit von Nahrungsressourcen anzupassen.

## Etymologie und Forschungsgeschichte
Die Erstbeschreibung der Kastanienbauch-Bergtangare erfolgte 1873 durch Jean Louis Cabanis unter dem Namen Iridornis Jelskii. Das Typusexemplar stammt aus der Gegend um den Berg Marayniyuq und wurde von Konstanty Roman Jelski gesammelt. 1844 führte René Primevère Lesson die neue Gattung Iridosornis für die Goldscheitel-Bergtangare (Iridosornis rufivertex (Lafresnaye, 1842)) ein. Dieser Begriff leitet sich von dem altgriechischen Wort ιρις, ιριδος iris, iridos für „Regenbogen“ und ορνις, ορνιθος ornis, ornithos für „Vogel“ ab. Der Artname »jelskii« ist seinem Sammler gewidmet. »Bolivianus« steht für das Land Bolivien.